# Represa Usina de Atibaia
A Represa Usina de Atibaia, é uma pequena represa em Atibaia que  é formada pelo Rio Atibaia. Na beira da represa há um bairro chamado Bairro da Usina.
A represa da Usina foi construída pelo major Juvenal Alvim, por volta de 1928. Como não tinha fundos para esta construção, fez alguns empréstimos para o início das obras. Os cálculos dos engenheiros haviam colocado uma “laje” a sete metros de profundidade. Passam os sete metros, mas apenas aos quatorze é encontrada a base pedida. Os cálculos falharam, falhou o orçamento. A câmara estoura seus recursos. Juvenal Alvim não possuía o capital, mas possuía o crédito, ele toma emprestado mais dinheiro e termina a obra que hoje pode ser considera patrimônio da edilidade. Inaugura-se assim a Usina.